# Mullsjö
Mullsjö er et byområde og hovedby i Mullsjö kommun i Jönköpings län i Sverige, men hører til landskabet Västergötland. Mullsjö ligger ved søen Mullsjön og forbi byen løber riksväg 26 med cirka 25 kilometer til Jönköping. Ryfors bruk er et stykke kulturhistorie beliggende umiddelbart vest for byen.

## Bebyggelsen
Mullsjö består af beboelsesområderne Bosebygd, Sjöryd, Havstenshult, Fisket, Torestorp, Gunnarsbo og industriområdet Gyllenfors. I Mullsjö findes en stærk industri hvor blandt andet Kongsberg Automotive er størst. Byen har tidligere haft en gymnasieskole, Mullsjögymnasiet, som var aktiv i årene 1997 til 2010 hvorefter den blev nedlagt; skolen havde blandt andet floorball som indretning. Mullsjö Folkhögskola, til hvilken gymnasieskolen lå i direkte tilknytning, findes stadigvæk og er i drift hele året. Om sommeren er der fuld aktivitet med et stort udvalg af sommerkurser og den resterende del af året er der fyldt med elever. Befolkningsudviklingen i Mullsjö kommun er lille men ekspanderer  på flere måder, dels gennem det kommunale boligselskab Mullsjö Bostäder som løbende bygger nye centrale boliger, og dels gennem etableringen af nye boligområder på hvilke almenheden kan bygge deres huse; et sådant område er Ruders Hagar.

## Navnet
Byen Mullsjös navn er hentet fra den nærtliggende Mullsjön, fra starten til den station som åbnede for trafik i 1862. Søens navn blev første gang nævnt i 1481 (Mulsiøø). Forleddets betydning er uklar.

## Forbindelser
Mullsjö ligger langs riksväg 26/47 og har en jernbanestation på Jönköpingsbanan, som i midten af 2000'erne blev rejsecentrum.

## Idræt
I Mullsjö findes blandt andet eliteserieholdet og floorballklubben Mullsjö AIS samt ski- og orienteringsklubben Mullsjö SOK, Mullsjö alpina skidklubb (MAS) samt fodboldklubben Mullsjö IF.